# مارلین دوماس
مارلین دوماس (متولد ۳ اوت ۱۹۵۳)، هنرمند و نقاش برجسته‌ای از آفریقای جنوبی است که هم‌اکنون در هلند زندگی و فعالیت می‌کند.

## زندگی و فعالیت‌ها
مارلین دوماس در سال ۱۹۵۳ در کیپ‌تاون، آفریقای جنوبی به دنیا آمد و در منطقه کویلز ریور در کیپ غربی بزرگ شد، جایی که پدرش تاکستان انگور داشت. او در دوران کودکی شاهد نظام آپارتاید بود. دوماس از سال ۱۹۷۳ نقاشی را آغاز کرد و دغدغه‌های سیاسی و تأملاتش دربارهٔ هویت خود به‌عنوان یک زن سفیدپوست از تبار آفریکانس در آفریقای جنوبی را در آثارش به نمایش گذاشت. او از سال ۱۹۷۲ تا ۱۹۷۵ در دانشگاه کیپ‌تاون هنر خواند و سپس در آتلیه ۶۳ در هارلم (که اکنون در آمستردام قرار دارد) ادامه تحصیل داد. او همچنین در سال‌های ۱۹۷۹ و ۱۹۸۰ روان‌شناسی را در دانشگاه آمستردام مطالعه کرد. دوماس هم‌اکنون در هلند زندگی و کار می‌کند و یکی از پرکارترین هنرمندان این کشور به‌شمار می‌رود.
دوماس در چندین فیلم به عنوان بازیگر حضور داشته است، از جمله «خانم سوءتفاهم» (۱۹۹۷)، «آلیس نیل» (۲۰۰۷)، «کنتریج و دوماس در گفتگو» (۲۰۰۹)، «آینده همین اکنون است!» (۲۰۱۱) و «درهم‌ریخته» (۲۰۱۷). چندین کتاب نیز شامل تصاویر و نقاشی‌های او هستند، از جمله «مارلین دوماس: اسطوره‌ها و فناپذیران»، «ونوس و آدونیس»، «دیوید زویرنر: ۲۵ سال»، «مارلین دوماس: در برابر دیوار»، «مارلین دوماس: شیرینی‌های بی‌ارزش»، «مارلین دوماس: تصویر به‌مثابه بار»، «مارلین دوماس: اندازه‌گیری گور خود» و «آزمایش‌هایی با حقیقت: گاندی و تصاویر خشونت».
دوماس اغلب از عکس‌های پولاروید دوستان و معشوقه‌هایش به‌عنوان مرجع نقاشی‌هایش استفاده می‌کند و در عین حال به مجلات و طرح‌های پورنوگرافیک نیز ارجاع می‌دهد. او همچنین پرتره‌هایی از کودکان و صحنه‌های اروتیک خلق می‌کند تا تأثیری بر دنیای هنر معاصر بگذارد. او معتقد است بسیاری از کارهای جنسی‌اش بسیار شخصی هستند. او در بسیاری از نقاشی‌هایش، دوستان، مدل‌ها و چهره‌های سیاسی برجسته را به تصویر می‌کشد.
نقاشی‌های دوماس به‌عنوان پرتره شناخته می‌شوند، اما او افراد را به‌صورت مستقیم نشان نمی‌دهد، بلکه حالتی عاطفی را که ممکن است شخص در آن قرار داشته باشد، به تصویر می‌کشد. هنر او بر موضوعات و مضامین جدی‌تری مانند سکسوالیته و نژاد، گناه و بی‌گناهی، خشونت و احساسات تمرکز دارد. سبک دوماس به سنت رمانتیسیسم کلاسیک نزدیک‌تر است. او از ضربات قلم‌موی آزاد استفاده می‌کند تا اعوجاج ایجاد کند، اما در عین حال جزئیات زیادی را به آثارش می‌افزاید. دوماس به استفاده از تکنیکی علاقه دارد که در آن لایه‌های نازک رنگ با لایه‌های ضخیم ترکیب می‌شوند. تکنیک‌های نقاشی مورد علاقه او رنگ روغن روی بوم و جوهر روی کاغذ هستند. موضوعات آثارش از نوزادان تازه متولدشده، مدل‌ها، رقصنده‌های استریپتیز تا چهره‌های متعدد از فرهنگ عامه را در بر می‌گیرد.
فروش نقاشی «ژول-دی فرو» (۱۹۸۵)، او را به‌عنوان یکی از سه هنرمند زن زنده‌ای که آثارشان بیش از یک میلیون دلار فروخته شده، معرفی کرد. فروش نقاشی «پسران مدرسه‌ای» (۱۹۸۶–۱۹۸۷) در آرت بازل میامی بیچ ۲۰۲۳ به مبلغ ۹ میلیون دلار رسید و رکورد قبلی او را که برای نقاشی «بازدیدکننده» (۱۹۹۵) در سال ۲۰۰۸ به مبلغ ۶٫۳ میلیون دلار فروخته شده بود، شکست.
دوماس در آکادمی هنرهای تجسمی (ABV) در تیلبورگ، آکادمی هنر و صنعت (AKI) در انسخده، آکادمی ملی هنرهای تجسمی در آمستردام و آتلیه‌های دیگری در آمستردام به عنوان مربی و مشاور تدریس کرده است.
آثار دوماس در مجموعه‌های موزه هنر مدرن و موزه دوردرختس نگهداری می‌شوند.آثار او همچنین در نمایشگاه «زنان نقاش زنان» در سال ۲۰۲۲ در موزه هنر مدرن فورت ورث به نمایش درآمد.

## تحصیلات دانشگاهی
دوماس مدرک افتخاری از دانشگاه آنتورپ دریافت کرده است. او همچنین دارای مدارکی از دانشگاه کیپ‌تاون، آتلیه‌های ۶۳ در هارلم، و مؤسسه روان‌شناسی دانشگاه آمستردام است.